# Fiwix
Fiwix 是一个从头编写的操作系统内核，基于UNIX架构，专注于POSIX兼容。它的设计和开发主要作为一个业余爱好，并且为了用于教育目的，核心代码做到了尽可能的精简，以便于学生和读者。Fiwix运行在32位的x86平台上，对大多数GNU软件有着良好的兼容。